# شكران أوفالي
شكران أوفالي (بالتركية: Şükran Pınar Ovalı)‏ هي ممثلة تركية، ولدت في 1 أبريل 1985 في إزمير في تركيا.

## روابط خارجية
- شكران اوفالي على موقع IMDb (الإنجليزية)
- شكران اوفالي على موقع ألو سيني (الفرنسية)
- شكران اوفالي على موقع قاعدة بيانات الفيلم (الإنجليزية)
- شكران اوفالي على موقع كينوبويسك (الروسية)